# Bastion Colomb
Bastion Colomb – obiekt fortyfikacyjny poligonalnej Twierdzy Poznań zbudowany ok. 1854 roku. Położony w tzw. lewobrzeżnym pierścieniu miasta.

## Budowa i funkcjonowanie
Obiekt o narysie rawelinu, posiadał jednoskrzydłową owalną reditę. Usytuowany pierwotnie pomiędzy Bramą Berlińską a kawalierem Strotha. W późniejszych latach w jego sąsiedztwie zostały wybudowane dwie kolejne bramy: Kolejowa (1865) oraz Rycerska (1881).

## Rozbiórka
Bastion został wysadzony przez saperów w 1903 i rozebrany. Na terenie pofortecznym zostały wybudowane: Collegium Novum UAM, gmach główny Uniwersytetu Ekonomicznego, budynek Dyrekcji Kolei i Izba Rzemieślnicza oraz utworzono tereny zielone.

## Stan obecny
Pozostałościami po obiekcie są położony w Parku Marcinkowskiego trzykondygnacyjny blokhauz przeciwskarpy, który został odkopany w 1998 oraz fragment muru przy Al. Niepodległości. Po osuszeniu dolnej części blokhauzu został on udostępniony jako pub. Najniższa kondygnacja to poterna prowadząca do baterii moździerzy, funkcjonująca obecnie jako zbiornik retencyjny dla wód podziemnych dawniej zalewających budowlę. Zachował się także dość dobrze wał przedstoku dzieła nieznacznie przekształcony przez budowę schronów przeciwlotniczych w czasie II wojny światowej oraz przecięty ulicą Powstańców Wielkopolskich.